# Lancia Augusta
La Lancia Augusta è un'automobile che fu prodotta dalla Lancia tra il 1933 e il 1936.

## Il contesto
La data di giovedì 24 ottobre 1929 si può dire che capovolse il mondo. Il crollo repentino e folle dei titoli alla Borsa di Wall Street modificò profondamente le abitudini ed il tenore di vita di milioni di persone. Eppure all'inizio sembrò soltanto una delle tante crisi di sovrapproduzione stagionale del sistema produttivo statunitense, forse solo un po' più violenta e incendiaria. Tutto il 1930 ed i successivi '31 e '32 furono travolti dal crollo economico mondiale (che fu più grave solo durante la 2ª guerra mondiale). In Italia ed in particolare in casa Lancia, ci si rese subito conto che il periodo d'oro delle esportazioni era finito. Alla fine degli anni venti il 75% della produzione Lancia ed il 66% della produzione Fiat erano all'estero e gli stranieri non consideravano affatto le due marche come italiane, ma industrie internazionali. Mentre tutto questo stava ormai rapidamente volgendosi alle spalle, durissime barriere doganali dovevano seppellire l'età d'oro del libero scambio. E l'industria interna faceva già i conti con la crisi occupazionale e la produzione invenduta. L'Augusta fu un prodotto nato, progettato e pensato per quel clima pieno di sfiducia e paura. Se gli anni ruggenti, folli e felici, del primo dopoguerra si correvano su una Lambda, quella di Greta Garbo a Hollywood, questi nuovi anni incerti andavano tutti pensati sulle nostre povere strade polverose e contorte, strade alpine del nord che tentava disperatamente di decollare economicamente e quelle appenniniche del sud che giaceva nella povertà e nella rassegnazione.
Una vettura erede della Lambda ma chiusa come i nuovi tempi dell'utilizzo quotidiano richiedevano. In Lancia l'erede tecnologica della Lambda si sarebbe voluta sicuramente più grande di motore (una 2 litri probabilmente) e dimensioni (4 metri e mezzo come la Lambda), ma una vettura di questo genere poteva essere pensata solo per l'estero esattamente come lo era stata la Lambda. In Italia ci si doveva rivolgere alla borghesia italiana che tirava la cinghia e girava il tessuto del cappotto della domenica per risparmiare. Una vettura quindi che pur restando rivoluzionaria doveva essere piccola, leggera, economica e di conseguenza costare relativamente poco rispetto alle Lancia prodotte sino a quel giorno. Una vettura di questo genere sarebbe stata sicuramente maneggevole, però doveva far accomodare in modo confortevole una famiglia intera ed andare alla stessa velocità di tutte le altre Lancia. Non era facile ripensare a tutto quello che era stato fatto sino a quel momento e cercare di inventare qualcosa di nuovo, nessuno intendeva dedicarlo alla produzione di massa, tuttavia questo nuovo modello di limitate dimensioni doveva essere una sorta di utilitaria (secondo i canoni del tempo) sia pure d'élite.
Ed ecco che sbocciarono idee come le porte ad armadio per un'aumentata accessibilità all'abitacolo, praticamente quasi tutto il fianco vettura si apriva, l'interasse si allungava eliminando ogni deriva anteriore e posteriore, le masse, dal motore agli occupanti, erano tutte "centrali" rispetto agli assi delle ruote, la pelle diventava acciaio e nasceva la prima scocca indeformabile che permetteva di stare su poco più di 800 kg cosa mai vista per una vettura chiusa 4 posti di quasi 4 metri.
La vettura è stretta, la si vuole stretta per gli stretti vicoli medievali delle città italiane, dentro con lo sviluppo verticale e con una grande vetratura deve sembrare grande, spaziosa, non deve opprimere i passeggeri posteriori intenti a conversare né deve dare una sensazione di insicurezza a chi guida o a chi sta accanto al conducente.
Deve essere silenziosa, non deve vibrare, il motore quasi non si deve sentire quando si viaggia in 4° a velocità di crociera sugli 80 km/h (velocità folle per le nostre statali dell'epoca) e deve pure sopportare ore ed ore a tutto gas sul filo dei 100 km/h (come fu provato nella Coppa d'oro del Littorio- Giro d'Italia di 6000 km da nord a sud, da ovest ad est).
Insomma si cercavano qualità antitetiche, un progetto del tutto nuovo e pieno di incognite in un periodo difficile e critico. Su una sola cosa però non si voleva scommettere, ma muoversi coi piedi di piombo, sulla linea che doveva essere piacevole, classica, snella, slanciata, leggera, ma del tutto convenzionale, accessibile a tutti. E nacque Vespa anzi Augusta che sorprese tutti, monopolizzò i saloni esteri e nazionali nel '32/'33, fu amatissima dai contemporanei che l'accettarono ed amarono come una nuova persona in famiglia, fu onesta e misurata, tanto modesta quanto generosa, e poi fu dimenticata, non ha lasciato le glorie sportive dell'Aurelia, né le grandi prodezze dell'Aprilia sua diretta discendente, ma solo tanti ricordi in ogni casa dove è vissuta.

## Il progetto
Nei primi mesi del 1930 nell'effetto profondo che la crisi azionaria di Wall Street sta dando sul mondo intero e sulle sue abitudini, all'ufficio tecnico Lancia iniziano gli studi, secondo una impostazione generale che sarà del tutto nuova ed innovativa rispetto alle Lancia prodotte sino a quell'epoca. Il mercato estero si intuisce che si chiuderà con sempre più fitte barriere doganali (fine del liberismo economico degli anni venti) ed il nuovo prodotto è destinato alle limitate risorse del mercato interno nazionale. Quindi una vettura che deve garantire gli altissimi standard della abituale "Clientela Lancia", ma con costi estremamente più bassi sia d'acquisto che di mantenimento ed utilizzo. Si richiedono le stesse prestazioni in termini di comfort e velocità/accelerazione, in termini di abitabilità, ma a costi estremamente più bassi.
Un bel rebus da risolvere, che viene affrontato nel modo più radicale che si può: con un progetto rivoluzionario "la prima berlina(o vettura chiusa) a scocca portante costruita al mondo". E questo segna anche il ritorno alla struttura portante facendo dell'Augusta la vera erede della Lambda "torpedo", sebbene per un mercato diverso e con dimensioni diverse.
Forse se non ci fosse stata la "Grande Crisi" l'Augusta sarebbe stata più grande sia di misure che di cilindrata, qualcosa che si avvicinava alle dimensioni e cilindrata dell'Artena (vicina a quelli che sono sempre stati gli elementi dell'"archetipo" ideale d'automobile secondo Vincenzo Lancia e cioè circa 2 litri di cilindrata, 5 posti comodi, circa 4,5 metri di lunghezza per un peso sotto la tonnellata, cioè le prime serie Lambda), ma le nuove condizioni economiche non lo consentivano più.
La scocca portante era stata abbandonata dopo il progetto Lambda che comunque continuava ad evolversi di serie in serie crescendo di cilindrata e dimensioni.
La Dilambda (del 1930) progetto irrealizzato di vettura per il mercato U.S.A. e le successive più piccole ed europee Artena ed Astura (del 1932), e soprattutto meno costose per la Lancia in termini di industrializzazione della produzione, erano state sicuramente un passo indietro rispetto alla Lambda, quanto a innovazione ed anticonformismo "tecnologico".

## La produzione
La produzione dell'Augusta una volta avviata incontrò subito il favore del pubblico italiano che si innamorò rapidamente della "Vettura Leggera" (nome pubblicitario dell'Augusta che era stato in precedenza della Lambda) e le vendite andarono a gonfie vele, tanto che l'Augusta rese moltissimo alla Lancia in termini di guadagno, fu il primo vero grande "affare" economico della casa, ancor più della Lambda. E fu anche la prima Lancia costruita in catena di montaggio con proprie macchine utensili e attrezzature specifiche per il modello. Con l'Augusta la Lancia si trovò ai vertici della produzione nazionale quanto a tecnologia non solo del prodotto, ma anche delle modalità produttive e dell'industrializzazione.
Sotto quest'ultimo aspetto il gigante Fiat non tardò a riprendersi il primato, ma per un po', qualche anno, l'Augusta diede a Lancia anche questa soddisfazione.
Anche da questi dati emerge come la "piccola" Augusta fu un prodigio forse mai più ripetuto (forse solo i dati dell'Aprilia si avvicinano a quelli dell'Augusta, ma la Lancia "soffriva" degli enormi costi di Bolzano ed i tempi non erano più così floridi), una "gallina dalle uova d'oro" ben lontana dal disastro economico della produzione delle Aurelia che costavano di più di quanto si vendevano, cosa che si sarebbe ripetuta in seguito anche con altri modelli.
Anche in precedenza, salvo la storia particolare della Lambda che, oltre ai guadagni economici, pose la Lancia tra gli "Immortali" dell'Olimpo della Storia dell'automobile, la Dilambda costò molto e rese assai poco, ed anche le Astura, Artena non brillarono quanto a resa in termini economici. L'esperienza estera in terra di Francia (Belna e Ardennes) poi fu un disastro secco e senza appello. Al contrario nei veicoli industriali i buoni guadagni e le buone fortune della serie Jota furono ripetuti con il Ro e poi il 3Ro.
Ci fu un momento nel 1935 che il 90% dell'attività industriale della Lancia era assorbito dall'Augusta, con risultati eccellenti. Si poteva dire in quel momento che l'Augusta era per la Lancia come il modello T e poi A per la Ford. Il modello unico.

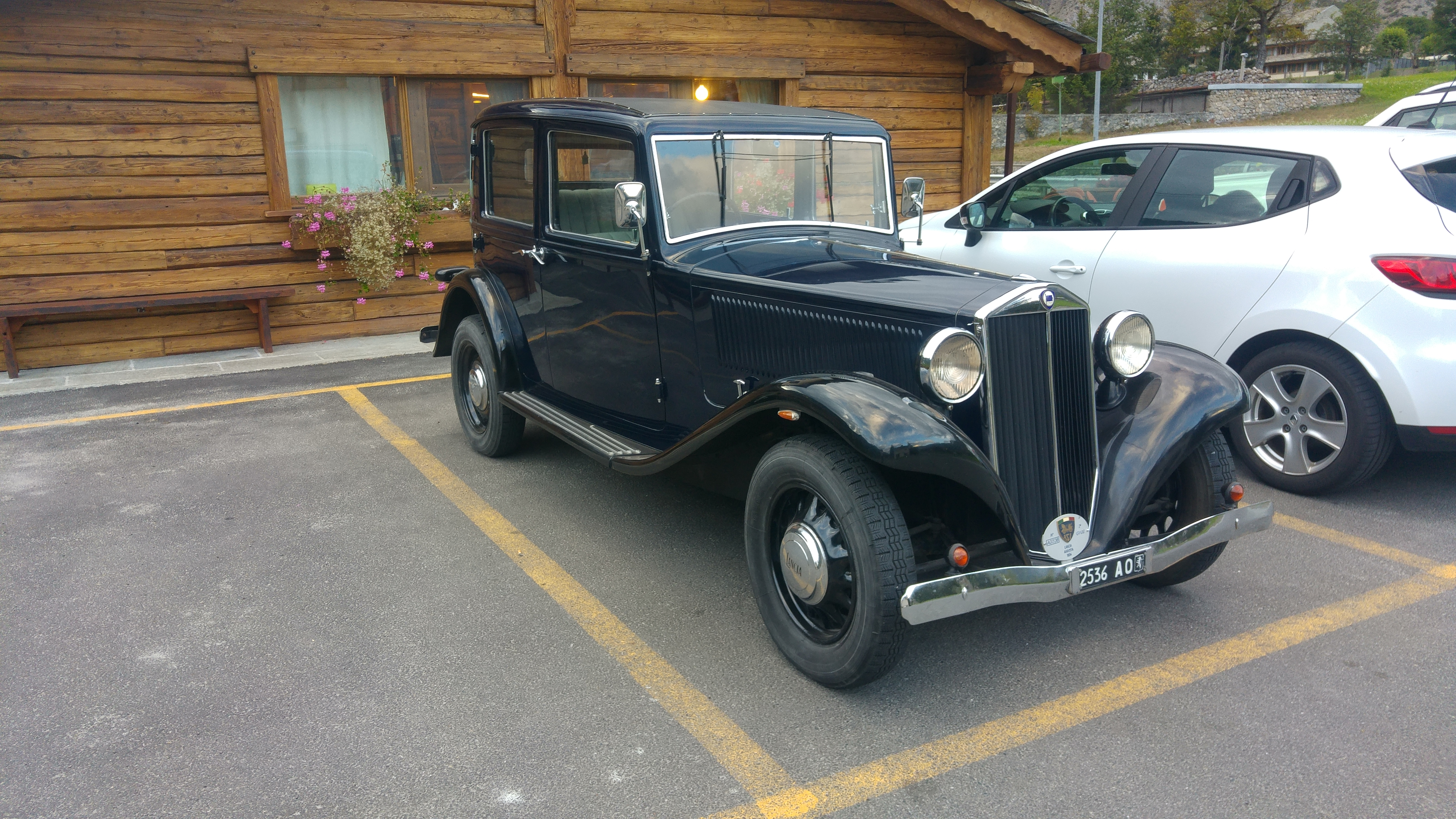
LAugusta del 1934 in perfetta conservazione

Per certi versi si può dire che l'Augusta salvò economicamente la Lancia negli anni più bui della crisi dopo il 1929 in cui molte industrie italiane scomparvero e si proiettò sul futuro con le sue eredi progettuali Aprilia e Ardea superando la guerra e arrivando in tal modo negli anni cinquanta (con l'Aurelia berlina e l'Appia) in un contesto che trovò la Lancia dal punto di vista della produzione industriale impreparata e arretrata (i costi di produzione erano altissimi e fuori mercato). Inoltre sempre nel suo periodo '33 - '36 fu la causa principale della crisi e dissolvimento della Bianchi, che risultò stritolata dalla Lancia.

## La storia e le caratteristiche
La prima uscita di questo nuovo modello avviene – come ormai consuetudine Lancia – al Salone di Parigi, aperto il 5 ottobre 1932. In quella occasione, per il mercato francese, la macchina – una 4 cilindri a V da 1,2 litri – viene chiamata "Belna", mentre in Italia si vociferava che il nome potesse essere "Vespa" come dichiarò qualche giornale dell'epoca.
Quando però la vettura viene presentata al Salone di Milano dell'aprile 1933, per il lancio effettivo, il nome ufficiale sarà quello, decisamente più importante e "littorio" di Augusta.
Anche per l'Augusta insorsero problemi legali con l'importante fabbrica americana di carrozzerie ferroviarie Budd, che deteneva brevetti relativi alla carrozzeria autoportante di tipo simile a quelli della Lancia.
Del resto conflitti con la Budd c'erano già stati nel periodo di produzione della Lambda negli anni venti e la Lancia aveva sempre potuto dimostrare che i suoi erano antecedenti a quelli dell'americana.
La struttura della vettura era costituita da un pianale piattaforma d'acciaio con scatolati laterali (rinforzato mediante una crociera a "X"), al quale poi veniva saldata la struttura superiore della carrozzeria autoportante priva del supporto di qualsiasi telaio interno (né legno come usava all'epoca, né acciaio stampato come ad esempio aveva la Fiat 1500 sei cilindri). Questa scocca era priva anche del montante centrale tra le portiere in quanto la rigidità dell'insieme lo consentiva e questo permetteva un'accessibilità eccezionale per le ridotte dimensioni. Questa tipologia costruttiva rimase a lungo in casa Lancia, perfezionata e corretta è sulle Aprilia ed Ardea come sulle Aurelia berlina e le Appia.
Per questo motivo l'Augusta risulta essere anche la prima vera scocca portante modernamente concepita non solo al mondo, ma anche in casa Lancia poiché la Lambda pur essendo la prima vettura di serie al mondo con struttura autoportante, non si può definire con scocca portante poiché fu costruita con una struttura stampata e saldata (sottostante) con fori di alleggerimento e di rinforzo e su questa fu applicata "la pelle" cioè il rivestimento di lamiera esterna tramite microscopici rivetti aeronautici.
L'Augusta invece fu costruita stampando le varie lamiere esterne e dopo averle messe in dima saldandole assieme in unica struttura indeformabile esattamente come si fa oggi. L'Augusta fu anche la prima vettura costruita in catena di montaggio della Lancia.

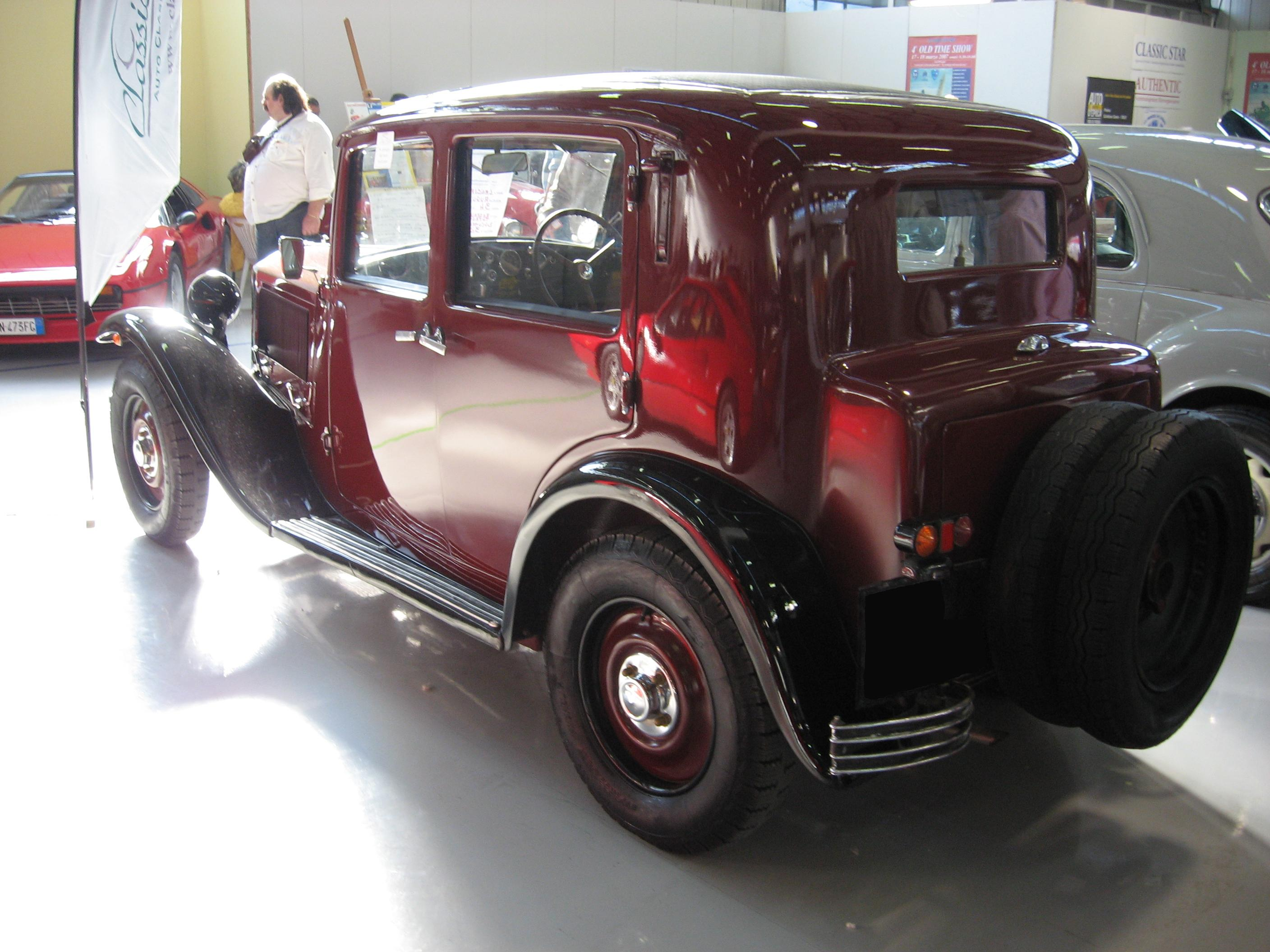
Vista posteriore dell'Augusta

Naturalmente la nuova Lancia non si distingueva solo per la struttura a scocca portante ma per molte altre sue caratteristiche innovative o poco usuali nella contemporanea produzione europea: il motore con cilindri a V stretto, la sospensione anteriore a ruote indipendenti con molloni elicoidali racchiusi in foderi verticali e con ammortizzatori idraulici incorporati, le sospensioni posteriori che non necessitano di frequenti lubrificazioni, la ruota libera inseribile o disinseribile dal posto di guida, la trasmissione con albero e giunti flessibili Hardy in luogo del cardano.
Nonostante una serie di difficoltà riscontrate nei collaudi, per l'impianto frenante dell'Augusta venne adottato il sistema a comando idraulico "Lockheed": pare che ad un certo punto il "patron" sia stato addirittura ad un passo dal rinunciare a questo innovativo sistema ed a ripiegare sul più vecchio, ma sicuro comando meccanico per via di problemi di surriscaldamento, cui si riesce infine ad ovviare e disponendo esternamente i tamburi costruiti in alluminio di alette di raffreddamento e verniciandoli di nero.

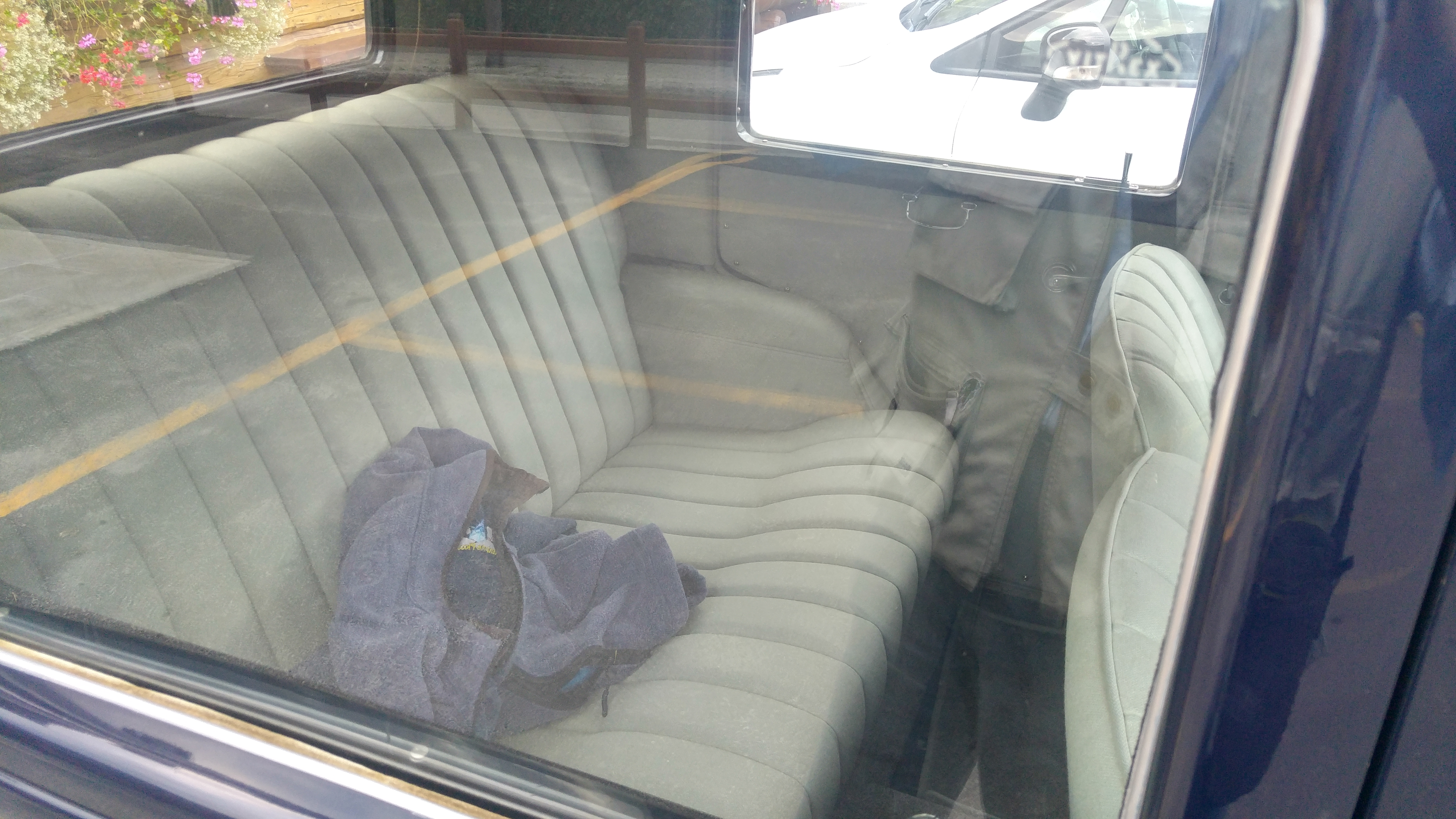
Abitabilità posteriore della Augusta

Un'altra interessante caratteristica innovativa è data dall'originale sistema di incernieramento delle portiere, in posizione opposta l'una all'altra, senza montante centrale che si bloccano su "silent block" elastici. Da un punto di vista ergonomico la vettura ha un certo sviluppo in senso verticale pienamente utilizzato dalle portiere, ma la larghezza delle portiere resta comunque entro certi limiti dati dalla lunghezza del veicolo; con l'eliminazione del montante centrale in ogni caso si vuole salvare l'accessibilità e l'ergonomicità.
Anche il bagagliaio strutturale alla scocca è una novità assoluta.
Anche se di secondaria importanza, merita una citazione il sistema di trasporto bagagli previsto.
La stampa dell'epoca si esprime così: viene adottato un bagagliaio esterno, chiuso da un coperchio (il cofano posteriore)incernierato in basso; attaccata al coperchio c'è la ruota di scorta; per abbassare/alzare il coperchio c'è l'apposita maniglia centrale. Per facilitare al massimo l'operazione di apertura/chiusura, c'è un dispositivo di "equilibraggio" (cioè una serie di molle) che compensa il peso del coperchio e della ruota, quindi l'insieme non ha la tendenza a cadere violentemente all'atto dell'apertura, e risale da sé quando si procede alla chiusura. Oltre a questo bagagliaio esterno, altri bagagli possono essere sistemati all'interno dell'abitacolo, in un capace ripostiglio situato dietro lo schienale del sedile posteriore (l'accesso si ottiene ripiegando in avanti lo schienale)

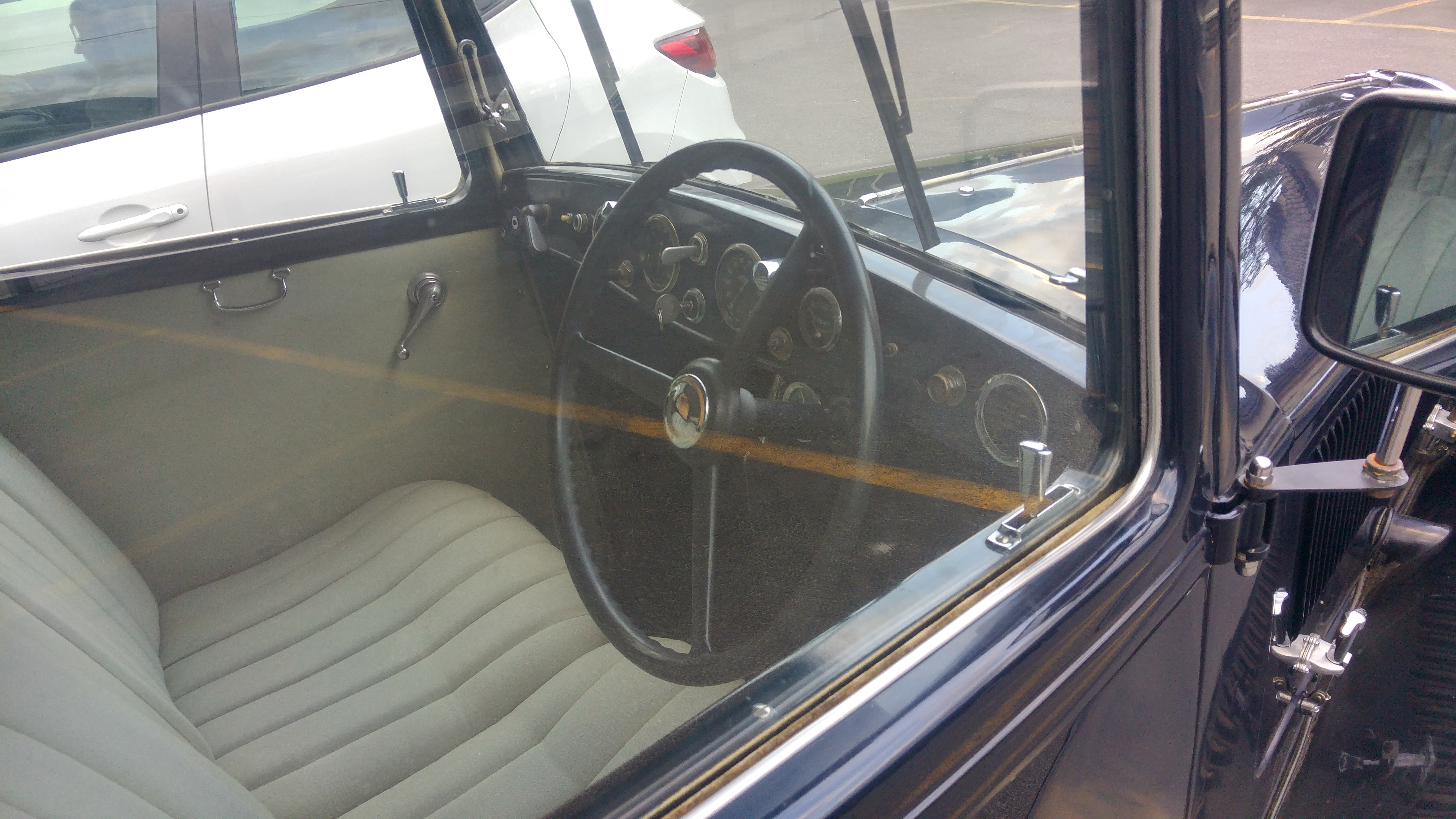
Cruscotto di una Augusta del 1934

Molto completo – dati gli standard dell'epoca – risulta il cruscotto, che comprende: contachilometri, indicatore di velocità, manometro pressione olio, indicatore livello carburante, orologio, comando a tiretto del rubinetto benzina (con dispositivo di riserva), comando per inserimento/disinserimento ruota libera, commutatore accensione/illuminazione, acceleratore a mano, arricchitore di carburazione, indicatori di direzione (e spia relativa), spia dinamo, e comando illuminazione cruscotto. Il comando avviamento è a pedale.
La gamma colori prevista è: il nero (cod.1025), il beige (cod.1175), il verde (cod.1171), il blu Lancia (cod.1054), l'amaranto (cod.1185) ed il marron (cod.1176) (codici Lechleroid).

## Il falso mistero delle tre serie dell'Augusta

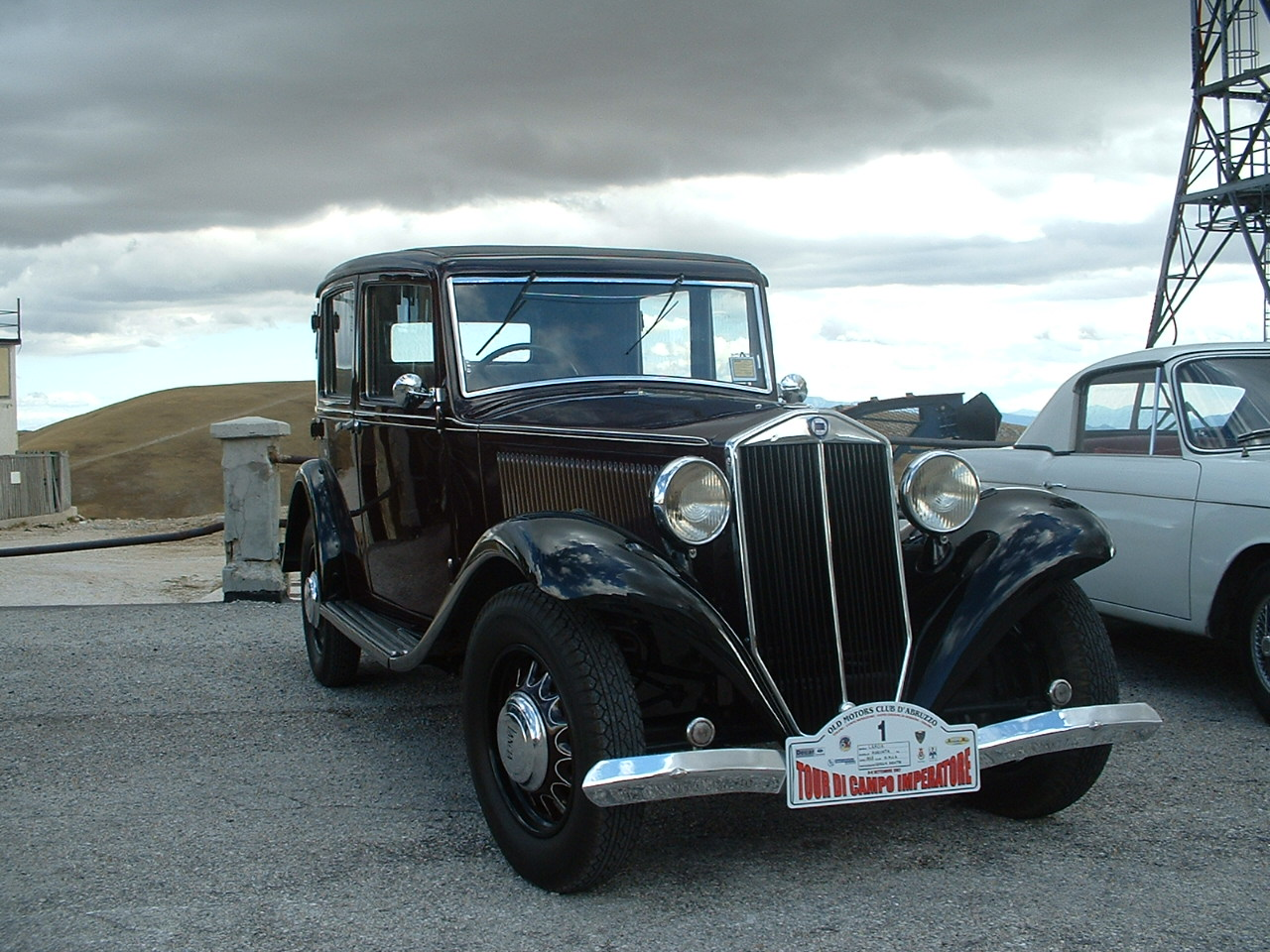
Augusta del 1935

L'Augusta 231 è stata prodotta in una sola serie dall'8 febbraio 1933 (numero costruzione 1) al 14 dicembre 1936 (n.c.14101). La berlina fu contraddistinta con la sigla tipologica 231 mentre lo chassis per carrozzieri fu denominato 234. La produzione francese della Belna era rispettivamente F231 ed F234.
La storiella sulla quale molti hanno scritto negli anni sessanta e settanta (ed anche più tardi) che l'Augusta è stata prodotta in 3 serie risponde ad errori marchiani che a forza d'esser ripetuti sembrano diventati verità.
Ma in realtà sia dai manuali d'uso/manutenzione e parti di ricambio che dai Registri di Produzione si evince chiaramente che l'Augusta fu prodotta in una sola serie perché montò sempre lo stesso motore e non furono fatte variazioni sullo chassis (misure del passo o altro). Non furono introdotti in pratica quelle variazioni che imposero in altri casi di dividere la produzione in serie come avvenne per la Lambda, per lo Jota, per la Dilambda, Astura, Artena e Aprilia.
Le piccole differenze estetiche che furono introdotte nel tempo sono ben definite nei Registri di Produzione dove la produzione che fu definita di tipo "Standard" inizia l'8 febbraio 1933 (n.costruzione 1 e chassis n.231-1005) e finisce il 20 novembre 1934 con la vettura n.costr.7000 e chassis n.231-1004 costruita per il Sig. Alghisi assieme ad altre 3 destinate rispettivamente all'Ing.Falchetto (n.c.6997), ad Arturo Lancia (n.c.6998) ed al Museo aziendale la n.c.6999, per un totale di 5.517 vetture montate.
A questo tipo Standard si affiancò dal 14.2.1934 il tipo "Lusso" (vettura n.costr.3469 e chassis n.231-4431) che fu prodotto fino al 4 dicembre 1934 con la vettura n.costr.7004 e chassis n.231-7992 per un totale di n.1267 vetture.
Nel mese di dicembre 1934 si decise di interrompere la produzione delle due tipologie diverse per continuare con un solo tipo che fu chiamato "unificato". Il numero complessivo raggiunto delle due tipologie iniziali quando si decise di interromperne la produzione era di 6.784.
Questo passaggio è chiaramente definito nel Registro di Produzione poiché sta letteralmente scritto in alto alla pagina: "Dal N.7005 (vendita 8005) BERLINE 231 TIPO UNIFICATO" ed una grossa riga nera orizzontale sta a significare la volontà di distinguere nettamente le due produzioni (le due precedenti da quella successiva).
Il tipo Unificato riprendeva in sostanza molti elementi della "Lusso" pur riadattandoli e correggendoli. Questa tipologia che arrivò fino alla fine produzione del 5 dicembre 1936 fu continuata per due anni senza variazioni nel '35 e '36.

## La concorrenza con la Balilla
Nel 1933, l'Augusta appare sul mercato italiano, oggi qualcuno può pensare ad una possibile rivalità con la quasi contemporanea Balilla della Fiat (nata un anno prima, nell'aprile 1932), ma approfondendo le caratteristiche delle vetture presto ci si rende conto che pur essendo poco distanti per cilindrata (poco meno di 1 litro la Balilla e 1,2 litri l'Augusta) sono estremamente distanti per prezzo infatti l'Augusta viene messa in vendita a 19.500 Lire, mentre la Balilla costa poco più della metà (10.800 Lire) e per caratteristiche.
Il motore V4 a valvole in testa da 35 CV dell'Augusta la spinge a quasi 110 km/h mentre il 4 in linea a valvole laterali Fiat non arriva alla metà della potenza e non le consente che di sfiorare gli 80 km/h. Questo per considerare solo qualcuno degli aspetti più macroscopici e senza addentrarsi sulle dimensioni, sulla abitabilità, comfort, dotazioni o tenuta di strada in quanto su queste cose poi la differenza si fa abissale.
D'altra parte non potevano e non volevano considerarsi direttamente concorrenti, volendosi l'Augusta rivolgere al ceto medio-alto, alla media borghesia benestante e la Balilla cercava invece di arrivare ai molti italiani che avevano al massimo un motociclo.

## Il telaio, le fuoriserie e la cabriolet
Dopo un anno dal lancio della berlina, nell'aprile 1934, al Salone dell'automobile di Milano, viene presentato l'autotelaio pianale portante scatolato per uso dei carrozzieri.
Definito come tipo 234 su di esso vengono allestite le carrozzerie fuoriserie. L'autotelaio "234" molto leggero, (appena 570 kg compresa la ruota di scorta) è un vero pianale come quelli moderni con strutture a sezione a scatola ed è molto abbassato in quanto è munito sul pavimento di un tunnel per la trasmissione. Rispetto alla berlina viene riposizionato il serbatoio carburante posteriormente con pompa elettrica Auto Pulse per l'alimentazione.
Sull'autotelaio 234 la Lancia realizzò nel 1934 una propria versione "trasformabile" cioè un cabriolet "Stabilimenti Lancia" che poi fu riaggiornato e prodotto sino al 1936.
Sia i Carrozzieri italiani che quelli esteri utilizzarono molto il pianale Augusta per le loro creazioni. Furono realizzate berline, cabriolet, coupé, spider, tutti assai diversi ed ogni carrozziere si dilettò a fare diverse versioni nel 1934 cui seguirono nuovi modelli nel 1935 ed altri ancora nel 1936.
Per cui si può dire tranquillamente che ogni carrozziere ha fatto moltissime versioni diverse nel corso dei 3 anni di produzione. Difatti le creazioni "alla moda" su Augusta sono moltissime ed è difficilissimo catalogarle ed in certi casi distinguerle tra loro.

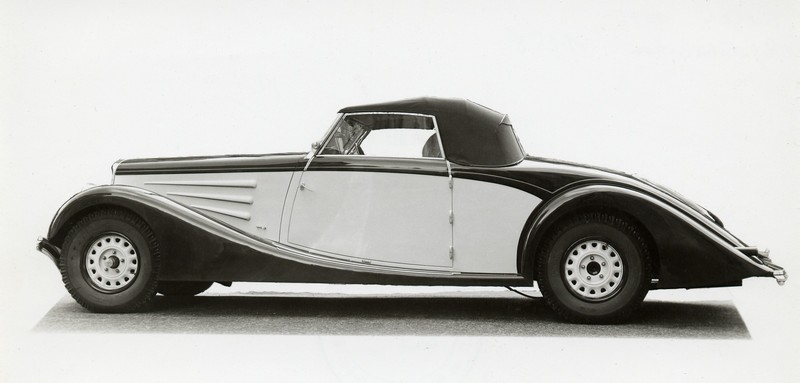
Lancia Belna Cabriolet di Pourtout

Pregevole, tra le tante, la berlinetta semi-aerodinamica 4 porte della Touring e la versione cabriolet della Garavini, carrozzeria torinese. All'estero il carrozziere francese Marcel Pourtout di Bougival sottoscrisse nel 1934 un contratto commerciale con la Lancia Automobiles di Bonneuil-sur-Marne per la produzione di 326 veicoli fuoriserie su pianale F234 realizzati dal dicembre 1934 all'aprile 1937, dei quali 117 erano coupé e 209 cabriolet 4 posti, 2 posti, roadster ed Eclipse. Altre fuoriserie furono realizzate da Paul Née, da Figoni et Falaschi, Joseph Saoutchik ecc. Una in particolare denominata Eclipse fu realizzata (come la Peugeot che portava lo stesso nome) dal Carrozziere Marcel Pourtout su disegno di quello che dal 1933 dopo una proficua collaborazione sempre più stretta, divenne il suo Responsabile Stile, il disegnatore e stilista George Paulin. Questa vettura aveva un tettuccio rigido che a comando scompariva nel vano baule.
In Gran Bretagna si segnala la versione Sport Tourer di stile tipicamente inglese elaborata dalla Kevill-Davies & March, concessionaria Lancia a Londra, che poteva essere munita, su richiesta, di un compressore volumetrico che incrementava la velocità e, soprattutto, l'accelerazione.
Versioni spinte ed elaborate parteciparono a gare nel Circuito di Brooklands nel 1935 (si favoleggiava di un modello che raggiungeva le 100 miglia orarie cioè 160 km/h) ed in particolare il giorno 8 marzo il pilota inglese Brian Lewis vinse tutte le gare di categoria 11,9 hp (la categoria dell'Augusta), ma anche quelle di categoria assoluta riportando un grande trionfo che sui giornali inglesi in omaggio all'Italia Romana e Littoria fu titolato in "AUGUSTA VICTRIX".

## L'Augusta tipo Lusso e tipo Unificato
Dalla primavera del 1934 (al Salone di Milano di aprile) la Lancia rende disponibile, oltre alla berlina Standard (che tutto sommato risulta assai "sobria" ed elegante) una versione "Lusso" con tappezzeria di lana lavorata a "rigatino" come la precedente Standard (rivestimenti in pelle a richiesta e di serie nella produzione per l'esportazione) che si differenzia per i deflettori ai finestrini, per una linea di cintura in rilievo mediante molura applicata e per le ruote a raggi tipo Rudge-Whitworth a bloccaggio centrale, su richiesta era possibile avere anche la verniciatura bicolore.
Ma l'elemento più appariscente della Lusso rispetto alla Standard è la calandra stretta, lunga e inclinata che allunga il cofano motore essendo posta diversi centimetri davanti al radiatore (che sembra fu disegnata da Pinin Farina su richiesta dello stesso Vincenzo Lancia). Anche i parafanghi anteriori cambiano diventando più avvolgenti.
Questi ultimi cambiamenti passano pari pari nella versione Unificata del 1935 e 1936 che nel complesso si rivela assai simile al precedente tipo Lusso (ma senza i deflettori e con le ruote Fergat a razze stampate chiamate "Littoria" del tipo con bulloni)

## La Belna F231

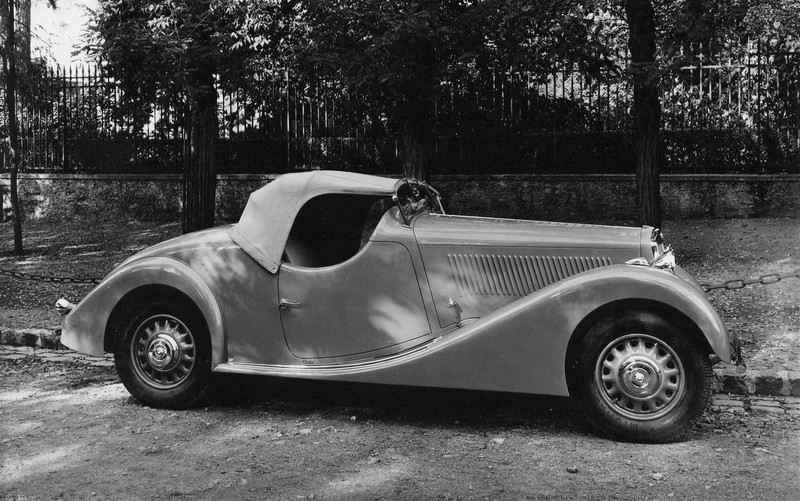
Una Belna Roadster di Pourtout

Dal 1934 al 1937, con la denominazione "Belna", il modello Augusta viene costruito anche in Francia, negli stabilimenti di Bonneuil-sur-Marne (non distante da Parigi) fatti edificare su di un terreno di circa 20.000 m² dalla Lancia Automobiles, la società fondata il 1º ottobre 1931 con lo scopo di costruire in territorio francese le vetture della casa torinese sfuggendo in tal modo alle durissime barriere doganali del mercato d'oltralpe che imponevano che non meno dell'85% della vettura fosse prodotta in Francia. Lo stabilimento con personale scelto e formato professionalmente in parte a Torino arrivò a 500 addetti tra operai, tecnici e ingegneri. La Belna, che viene identificata come modello F31 (berlina) ed F34 (telaio e cabriolet), differisce in molti particolari dall'Augusta italiana per quell'85% di produzione francese, però nell'insieme è molto simile alla vettura italiana. Oltre ai paraurti, assai diversi anche nel disegno, c'è la calandra Chausson, le fusioni in ghisa sferoidale delle Ardenne (che i francesi dicono assai migliori di quelle italiane) le ruote "artiglieria" che montano le Peugeot 201, i ganci del cofano della Citroën Traction Avant, i fari principali Cibiè col vetro curvo stondato più moderni dei Carello (fari Marchal invece in alcune fuoriserie Poutout), la gamma di colori poi è decisamente un'altra (ed è più cupa di quella italiana). Poi c'è la strumentazione della Jaeger. Nel complesso da lontano non si distinguono le Augusta berline dalle Belna, mentre da vicino sono del tutto differenti avendo altri produttori e fornitori di accessori. Le Belna prodotte nei quattro anni si stimano in circa 3.000, di cui 2.500 nella versione berlina F231 e 500 autotelai F234 ed è difficile una corretta identificazione delle parti numerate in quanto i registri francesi sembrano andati perduti.

## Nuvolari e Varzi
Tra coloro che apprezzarono l'Augusta, acquistandola ed utilizzandola, vanno citati tre famosi campioni del volante: Tazio Nuvolari, Achille Varzi e Luigi Fagioli. Senza dubbio si tratta di un attestato di stima non da poco.
Tazio Nuvolari in particolare adorò l'Augusta e si fece ritrarre spesso accanto ad essa e ne vendette moltissime presso la sua concessionaria Lancia a Mantova, che gestiva grazie ad un prestanome per motivi contrattuali (essendo sotto il vincolo con altre case costruttrici).
Fu proprio Tazio a convincere Varzi, Fagioli ed anche Chiron a comprare l'Augusta.
Nelle memorie dei piloti risulta che benché avessero in appannaggio per contratto l'uso di velocissime e potentissime vetture, preferivano invece utilizzare per l'uso quotidiano le Augusta, più leggere e maneggevoli che come diceva la prova di Auto Italiana del '33 si potevano "guidare con il mignolo".

## Prove su strada
Secondo i rilevamenti effettuati da un tester della rivista The Autocar (e pubblicati nell'aprile del 1934) l'Augusta berlina (che costa in Gran Bretagna 390 Sterline) sottoposta a test, ha raggiunto una velocità massima di 65,22 miglia orarie (quindi 104,96 km/h) ed ha segnato un tempo di 22"3/5 per accelerare da fermo a 50 miglia all'ora (80,5 km/h). Tali prestazioni sono state confermate da test effettuati più di 50 anni dopo. Si può dunque ragionevolmente affermare che l'Augusta berlina, nuova, poteva raggiungere i 105 km orari, ottenere, sul chilometro da fermo, una media di circa 75 km all'ora (tempo attorno ai 48", per vettura col solo guidatore), ed impiegare meno di 23" per accelerare da fermo a 80 all'ora. Quanto alla frenata, lo spazio d'arresto, marciando a 80 km all'ora, doveva essere dell'ordine dei 40 metri.
Tornando al 1934: The Autocar effettua un test sulla versione cabriolet con compressore realizzata dalla concessionaria Lancia a Londra, la Kevill-Davies & March. Questa interessante brillante sport tourer (torpedo sport 2 porte) (venduta a Londra a 487 Sterline) ha raggiunto una velocità massima di circa 120 chilometri orari ed ha segnato questi tempi di accelerazione: 15"1/5 da 0 a 50 miglia (80,5 km/h) e 25" netti da 0 a 60 miglia orarie (96,6 km/h).

## La ruota libera
Il funzionamento è lo stesso che si ha nelle biciclette: come in queste si può smettere di pedalare e il veicolo continua la sua corsa senza più alcun rapporto con il pedale, allo stesso modo nell'Augusta, togliendo il piede dall'acceleratore, il motore scende di giri al minimo e la vettura procede per inerzia come se avesse il cambio in folle. Se poi si riaccelera il motore riprende dolcemente a spingere. La cosa interessante è che con la ruota libera inserita si può cambiare marcia senza premere la frizione come se si disponesse di un cambio automatico e senza grattare. Naturalmente, invertendo il comando di inserimento/disinserimento cosa da farsi sempre tenendo premuta la frizione come se si cambiasse di marcia si poteva utilizzare questo dispositivo quando le condizioni della strada lo consentivano.
Per esempio in discesa o nel traffico per non abusare dei freni era più appropriato (e consigliabile) l'uso del cosiddetto freno-motore e quindi non utilizzare la ruota libera.

## L'Augusta e le corse
Anche se di carattere brillante, l'Augusta non è stata certamente concepita per le corse. Tuttavia, il suo palmarès non è disprezzabile.
La prima affermazione dell'Augusta si registra nella tarda primavera del 1934, al massacrante 1º Giro automobilistico d'Italia o Coppa d'Oro del Littorio di 6000 km di percorso, organizzato dal comm. Arturo Mercanti che vi partecipò con la sua Lancia Augusta, svoltosi tra il 26 maggio e il 2 giugno, dove la vettura torinese, nella sua categoria, non ha praticamente rivali: la vittoria di classe va comunque all'equipaggio Guglielmo Dei-Rodolfo Caruso, che percorrono i 5.687 km delle tre tappe in 73 ore 44'22" alla media di 77,122 km/h.
La prestazione di maggior rilievo si ha invece alla Targa Florio svoltasi il 20 dicembre 1936, in una edizione della corsa che viene riservata alle normali vetture da turismo. In gara sono 11 vetture, 4 Fiat del recente modello a sei cilindri di 1500 cm³ (uscito nel 1935), 1 vecchia Fiat 514, 1 Bianchi S9 da 1 litro e mezzo di cilindrata, e 5 Lancia Augusta. Delle 11 vetture partite, 2 (Fiat 1500) non riescono a portare a termine i due giri del circuito (144 km in tutto), mentre la classifica delle nove superstiti vede ben 4 Lancia Augusta, che pure ha una cilindrata inferiore (1,2 litri contro 1,5), prevalere sulle Fiat ed occupare i primi 4 posti. La migliore, quella che si aggiudica la gara condotta da Costantino Magistri, ottiene la bella media oraria di 67,087 km, una velocità non da poco, viste le condizioni del fondo stradale e la tortuosità del tracciato siciliano delle Madonie.
Alla Mille Miglia dell'aprile 1937 però la Fiat si prende la rivincita e, grazie anche ad una netta superiorità numerica (20 Fiat al via, contro 5 Lancia), vince la classe da 1101 a 1500 cm³, dove tre Fiat 1500 si classificano ai primi tre posti, seguite dall'Augusta berlina dell'equipaggio formato da Enrico Nardi e dal barone Vittorio Mazzonis di Pralafera.
Anche nei primi anni del dopoguerra, qualche Augusta è apparsa in corsa.
Questi i risultati conseguiti.
| 1946   |      |                        |           |                             |                 |                      |               |                |              | |
| Data   | Naz. | Nome della corsa       | Tipo gara | Risultato di classe         | Posiz. assoluta | Pilota od equipaggio | Percorso (km) | Tempo ottenuto | Media (km/h) | Note |
| 3-mar  | I    | Atrani-Ravello         | salita    | N.D.                        | 11°ass.         | Gambardella          | 6,200         | 6'38"2/10      | 56,052       | --- |
| 13-ott | I    | Nave-Colle S.Eusebio   | salita    | 4ª Classe 1101-1500 Turismo | N.D.            | Bordogna Amabile     | 9,500         | N.D.           | N.D.         | Corsa sociale AC Brescia; corsa riservata alle vetture Turismo |
| 5-nov  | I    | Coppa Scandone         | salita    | 6° cat. Turismo             | 20° ass.        | BarbatoA.            | 5,400         | 5'07"1/5       | 63,281       | --- |
| 1947   |      |                        |           |                             |                 |                      |               |                |              | |
| Data   | Naz. | Nome della corsa       | Tipo gara | Risultato di classe         | Posiz. assoluta | Pilota od equipaggio | Percorso (km) | Tempo ottenuto | Media (km/h) | Note |
| 31-ago | I    | Fasano-Selva di Fasano | salita    | 8ª Classe 1101-1500 Turismo | N.D.            | Cafiero Ferdinando   | 7,500         | 7'33"4/5       | 59,497       | --- |
| 1949   |      |                        |           |                             |                 |                      |               |                |              | |
| Data   | Naz. | Nome della corsa       | Tipo gara | Risultato di classe         | Posiz. assoluta | Pilota od equipaggio | Percorso (km) | Tempo ottenuto | Media (km/h) | Note |
| 18-set | I    | Bologna-Raticosa       | salita    | ---                         | N.D.            | Vivaldi              | 32,800        | 31'59"3/5      | 61,512       | Corsa per il Volante d'Argento, riservata alle vetture Turismo; Vivaldi si classifica al secondo posto, dietro all'Aprilia fuoriserie di Foschi, nel "gruppo misto", precedendo una Fiat 508 (Balilla) |
| 30-ott | I    | Salita di Sant'Eusebio | salita    | ---                         | N.D.            | Tuelli               | 3,650         | 4'43"4/5       | 46,300       | Corsa sociale dell'A.C. di Genova; Tuelli è 2° del "gruppo misto" alle spalle di una Fiat 508 |

## Caratteristiche tecniche

### Berlina (mod. 231)
Periodo di produzione: dal 1º febbraio 1933 (n.c.1) al 14 dicembre 1936 (n.c.14101)
| Tipo                                        | berlina 4 porte |
| Numerazione progressiva (n. di costruzione) | da 1 a 14.108 |
| Numerazione del telaio                      | da 231-1001 a 231-15108 |
| Unità prodotte                              | 13.671 |
| Motore                                      | Tipo "88"; anteriore, longitudinale, monoblocco; testa (riportata) smontabile in ghisa speciale sferoidale; cilindro in ghisa e basamento in alluminio; albero a gomiti su 3 supporti; camera di scoppio discoidale ricavata nella testa ed in parte minore nel cilindro sopra i pistoni che essendo piatti (con cielo simmetrico) data l'angolazione del "V" risulta come uno spazio cuneiforme verso l'esterno; motore sospeso alla scocca mediante sospensione formata da due balestrini, smorzatori in gomma e molle elicoidali; il terzo punto d'attacco, sul cambio, è con silentblock in gomma. |
| Numero e posizione cilindri                 | 4 a V (18° 15') |
| Cilindrata                                  | 1195,58 cm³ (alesaggio 69,85 mm – corsa 78,00 mm) |
| Distribuzione                               | valvole in testa, verticali e parallele, comandate da bilancieri; un albero a camme in testa comandato da catena a rulli silenziosa inizialmente triplex e poi duplex, con dispositivo automatico di tensione |
| Rapporto di compressione                    | 5,45:1 |
| Potenza max                                 | 35 hp a 4.000giri/minuto |
| Lubrificazione                              | forzata, con pompa ad ingranaggi e filtro a lamelle "autopulente" (Auto-Klean) comandato dalla leva frizione; capacità coppa 3,5 kg - olio motore monogrado tipo 60 sae estivo e 30 W invernale - olio cambio 140 sae - olio differenziale 240 sae |
| Raffreddamento                              | ad acqua, a circolazione forzata con pompa centrifuga; dispositivo di parzializzazione dell'aria ad alette sul radiatore, comandato automaticamente da termostato a cera; capacità circuito (radiatore e motore) litri 7,6; il modello standard del 1933/4 montava radiatore a nido d'ape che poi nelle versioni Lusso e Unificata fu sostituito con normale radiatore a tubetti. |
| Accensione                                  | a spinterogeno (anticipo fisso 8°, anticipo automatico 30°); ordine d'accensione: 1-3-4-2; candele Bosch tipo W 185/33 oppure W 155/31 |
| Alimentazione                               | a caduta dal serbatoio posto sul parafiamma; carburatore orizzontale Zenith 30 VEH a monocorpo, con dispositivo arricchitore all'avviamento |
| Impianto elettrico                          | a 6 Volt (Bosch), batteria da 60Ah, dinamo a tensione costante |
| Trasmissione                                | trazione sulle ruote posteriori; albero di trasmissione unico, tubolare, provvisto di giunti flessibili Hardy alle estremità; dispositivo di "ruota libera" inseribile e disinseribile tramite comando sul cruscotto |
| Frizione                                    | monodisco a secco; corsa a vuoto del pedale da 15 a 20 mm |
| Cambio                                      | cambio tipo 127 in blocco col motore, a 4 rapporti + retromarcia; III e IV in presa diretta, silenziose; comando a lunga leva centrale; rapporti: I=;3,175; II=;2,030; III=1,482; IV=1:1;RM=4,64:1 |
| Rapporto al ponte                           | Differenziale tipo 174 rapporto finale di riduzione, con coppia a dentatura Gleason Hypoid: 9/43 (4,778:1) |
| Scocca                                      | struttura monoscocca costituita da piattaforma d'acciaio con scatolati laterali (rinforzata mediante una crociera ad "X") e carrozzeria. |
| Sospensioni ant.                            | a ruote indipendenti del tipo a cannocchiale (sistema Lancia) con ammortizzatori idraulici e molle elicoidali. |
| Sospensioni post.                           | ad assale rigido, con balestre longitudinali semiellittiche (estremità anteriori balestre montate su "Silentbloc", estremità posteriori montate su biscottini con cuscinetti a rulli; ammortizzatori meccanici a frizione e compasso. |
| Impianto frenante                           | freni idraulici "Lockheed" a pedale agenti sulle 4 ruote, con ganasce ad espansione e tamburi (provvisti di alette) in alluminio con fascia interna in ghisa riportata a interferenza; freno a mano meccanico agente sui tamburi delle ruote posteriori; |
| Sterzo                                      | a vite senza fine e ruota elicoidale; guida a destra; barre d'accoppiamento montate con articolazioni silentbloc; diametro di sterzata m 10,40; sterzo molto diretto (due giri e mezzo di volante per portarsi da tutto a destra a tutto a sinistra) |
| Ruote                                       | a disco stampato con fissaggio a bulloni; durante la produzione del tipo Lusso veniva consegnata con ruote a raggi e attacco tipo Rudge-Whitworth con galletto centrale tipo corsa (come sugli chassis 234); successivamente nella versione "Unificata" furono montate ruote (sempre con fissaggio a bulloni) a razze stampate con cerchio a mezzo canale Michelin della marca Fergat tipo "Littoria" con decori di filetti fatti a mano con V rovesciata e solo su richiesta le ruote a raggi RW. |
| Pneumatici                                  | misure 140 x 40 Michelin Supercomfort a bassissima pressione; pressioni gonfiaggio Kg/cm² 1,40 anteriormente e posteriormente |
| Passo                                       | cm 265,0 |
| Altezza minima da terra                     | cm 17,0 |
| Carreggiate anter-poster                    | anteriormente e posteriormente cm 122,3 (cm 123,6 nella versione Lusso) |
| Lunghezza x larghezza x altezza             | vettura (berlina) cm 381,4 x cm 145,0 x cm 154,0 |
| Carrozzeria                                 | berlina 4 porte, 4 posti |
| Peso a vuoto                                | berlina kg 830 circa |
| Serbatoio carburante                        | capacità litri 42,0 |
| Velocità massima                            | superiore a 105 km/h; velocità massime (km/h) nelle varie marce: I=35, II=55, III=75 |
| Pendenza massima superabile                 | in prima marcia, a pieno carico: 21 % |
| Consumo                                     | medio, circa 10 litri ogni 100 km |
| Tassa di circolazione                       | potenza fiscale in Italia CV 14; bollo di circolazione (nel 1936) Lire 450 annue |
| Prezzo in Italia                            | nel 1933, al debutto, la berlina costa 19.500 Lire; nell'aprile 1934, la berlina normale ("base") ha prezzo invariato (19.500) ma viene affiancata dalla berlina versione "Lusso" (Lire 22.750); nel 1936, la berlina "unificata" costa invece, con le ruote a razze, 21.500 Lire (optionals: ruote Rudge-Whitworth Lire 450; sesta ruota aggiuntiva Lire 75 se a razze oppure Lire 117 se tipo Rudge) |

### Autotelaio e cabriolet (mod. 234)
Periodo di produzione: dall'aprile del 1934 alla fine del 1936
| Tipo                        | autotelaio e cabriolet 2 porte |
| Numerazione progressiva     | da 1 a 3110 |
| Numerazione del telaio      | da 34-1001 a 34-4110 |
| Unità prodotte              | 3.110 |
| Motore                      | Tipo "88"; anteriore, longitudinale, monoblocco; testa (riportata) smontabile in ghisa speciale; basamento in alluminio; albero a gomiti su 3 supporti; camera di scoppio ricavata, in parte, da una cavità cuneiforme praticata sopra i pistoni; motore fissato alla struttura mediante due mezze balestre, ammortizzatori e blocchi di gomma (un terzo punto d'attacco, sul cambio, è con silentlbloc) |
| Numero e posizione cilindri | 4 a V (18° 15') |
| Cilindrata                  | cmc 1195,58 (alesaggio mm 69,85 – corsa mm 78,00) |
| Distribuzione               | valvole in testa, verticali, comandate da bilancieri; un albero a camme in testa comandato da catena a rulli silenziosa, con dispositivo automatico di tensione |
| Rapporto di compressione    | 5,45:1 |
| Potenza max                 | 35 hp a 4.000giri/minuto |
| Lubrificazione              | forzata, con pompa ad ingranaggi e filtro "autopulente" (Auto-Klean); capacità coppa kg 3,5 |
| Raffreddamento              | ad acqua, a circolazione forzata con pompa centrifuga; dispositivo ad alette sul radiatore, comandato automaticamente da termostato; un termometro posto sul cruscotto permette di conoscere la temperatura raggiunta dall'acqua; capacità circuito (radiatore e motore) litri 7,6 |
| Accensione                  | a spinterogeno (anticipo fisso 8°, anticipo automatico 30°); ordine d'accensione: 1-3-4-2; candele Bosch tipo W 185/33 oppure W 155/31 |
| Alimentazione               | carburatore orizzontale Zenith 30 VEH a monocorpo, con dispositivo d'avviamento; pompa elettrica tipo "Autopulse" |
| Impianto elettrico          | a 6 Volt (Bosch), batteria da 60Ah, dinamo a tensione costante |
| Trasmissione                | trazione sulle ruote posteriori; albero di trasmissione unico, tubolare, provvisto di giunti flessibili a disco alle estremità; dispositivo di "ruota libera" inseribile e disinseribile tramite comando sul cruscotto |
| Frizione                    | monodisco a secco; corsa a vuoto del pedale da 15 a 20 mm |
| Cambio                      | cambio in blocco col motore, a 4 rapporti + retromarcia; III e IV in presa diretta, silenziose; comando a lunga leva centrale; rapporti: I=;3,175; II=;2,030; III=1,482; IV=1:1;RM=4,64:1 |
| Rapporto al ponte           | rapporto finale di riduzione, con coppia a dentatura Gleason Hyfald: 9/43 (4,778:1) |
| Scocca                      | autotelaio realizzato con longheroni aventi sezione a scatola, leggero, molto abbassato e munito di pavimento e tunnel per la trasmissione |
| Sospensioni ant.            | a ruote indipendenti con ammortizzatori idraulici del tipo a cannocchiale (sistema Lancia) |
| Sospensioni post.           | ad assale rigido, con balestre longitudinali semiellittiche (estremità anteriori balestre montate su "Silentbloc", estremità posteriori montate su biscottini con cuscinetti a rulli; ammortizzatori: alcune fonti li danno come meccanici a compasso, altre dicono invece idraulici |
| Impianto frenante           | freni idraulici "Lockheed" a pedale agenti sulle 4 ruote, con ganasce ad espansione e tamburi (provvisti di alette) in alluminio con fascia in ghisa; freno a mano agente sui tamburi delle ruote posteriori; |
| Sterzo                      | a vite senza fine e ruota elicoidale; guida a destra; barre d'accoppiamento montate con articolazioni silentbloc; diametro di sterzata m 10,40; sterzo molto diretto (due giri e mezzo di volante per portarsi da tutto a destra a tutto a sinistra) |
| Ruote                       | raggi tipo Rudge-Whitworth |
| Pneumatici                  | misure 140 x 40, a bassissima pressione; pressioni gonfiaggio Kg/cm² 1,40 anteriormente e posteriormente |
| Passo                       | cm 265,0 |
| Altezza minima da terra     | cm 17,0 |
| Carreggiate anter-poster    | anteriormente e posteriormente cm 123,6 |
| Lunghezza x larghezza       | autotelaio cm 384,6 x cm 145,0 |
| Carrozzeria                 | autotelaio, oppure cabriolet 4 porte/4 posti |
| Peso a vuoto                | autotelaio kg 570 circa (con ruota di scorta) |
| Serbatoio carburante        | capacità litri 42,0, posizionato posteriormente |
| Velocità massima            | circa 102 km/h; velocità massime (km/h) nelle varie marce: I=35, II=55, III=75 |
| Pendenza massima superabile | in prima marcia, a pieno carico: 21 % |
| Consumo                     | medio, circa 10 litri ogni 100 km |
| Tassa di circolazione       | potenza fiscale in Italia CV 14; bollo di circolazione (nel 1936) Lire 450 annue |
| Prezzo in Italia            | nell'aprile 1934, al debutto, l'autotelaio ha un prezzo di listino di 16.250 Lire, mentre la Cabriolet 4 posti è offerta a 24.250 Lire nel 1936, l'autotelaio costa 16.330 Lire, la Berlina 21.500 e la Cabriolet 24.500 |

## Dati produttivi
| Per anno |           |
| Anno     | Esemplari |
| 1933     | 2.950     |
| 1934     | 5.422     |
| 1935     | 6.101     |
| 1936     | 2.744     |
| Totale   | 17.217    |

| Per modello                           |           |
| Modello                               | Esemplari |
| 231, berlina (1933/36)                | 14.107    |
| 234, autotelaio e cabriolet (1934/36) | 3.110     |
| Totale                                | 17.217    |

Note:

1. secondo alcune fonti il totale di Augusta berlina prodotte sarebbe di 14.108 unità anziché 14.107, ed il totale generale Augusta sarebbe di 17.218 anziché 17.217; in effetti la produzione per l'anno 1936 fu di 2.738 unità, in quanto ulteriori 6 vetture vennero costruite nei due anni successivi per uso interno (il registro di produzione riporta due vetture nel 1937 assemblate dall'officina riparazioni e dal reparto esperienze e quattro vetture nel 1938, di cui la prima assemblata dal reparto collaudo vetture mentre per le successive tre non è riportata alcuna indicazione).
2. la tabella di cui sopra non include le vetture costruite in Francia sotto il nome di "Belna", il cui totale è di circa 3.000 unità (di cui 2.500 berline e 500 autotelai) nel quadriennio 1934/1938